# Марк Аний Херений Полион
Марк Аний Херений Полион (на латински: Marcus Annius Herennius Pollio) е политик и сенатор на Римската империя през 1 век.
Произлиза от фамилията Херении, плебейската фамилия в Древен Рим. Те са самнити от Кампания. Той е син на Публий Херений Полион.
През юли и август 85 г. е суфектконсул заедно със своя баща Публий Херений Полион. Той е женен за Хелвидия, дъщеря на Гай Хелвидий Приск.